# بخش شاملی
بخش شاملی (به انگلیسی: Shamli district) یک منطقهٔ مسکونی در هند است که در بخش سهاران‌پور واقع شده‌است. بخش شاملی ۱٬۰۶۳ کیلومتر مربع مساحت و ۱٬۲۷۴٬۸۱۵ نفر جمعیت دارد.